# Rafael Alberti
Rafael Alberti Merello (El Puerto de Santa María, 16 dicembre 1902 – Cadice, 28 ottobre 1999) è stato un poeta spagnolo.

## Biografia

### Infanzia e adolescenza
Alberti nacque a El Puerto de Santa María, una cittadina poco distante da Cadice (in Andalusia), il 16 dicembre 1902 da una benestante famiglia di origini italiane (il nonno paterno, Tommaso Alberti Sanguinetti, era un garibaldino toscano). Trascorse un'infanzia tranquilla e, nel 1917, si trasferisce a Madrid, dove comincia a interessarsi di pittura. Nel 1922 i suoi lavori vengono esposti nell'ateneo di Madrid. Poco dopo entrerà in contatto con gli artisti e gli scrittori nella Residencia de Estudiantes, quelli che saranno in seguito i protagonisti della cosiddetta Generazione del '27.

### Impegno politico della giovinezza
Nel 1924, mentre è costretto a vivere nella sua sierra di Guadarrama y Rute a causa di una malattia alle vie respiratorie, pubblica la raccolta di poesie Marinero en tierra, che vince il Premio Nacional de Poesía. Nel 1927 partecipa alle celebrazioni per il terzo centenario della morte di Luis de Góngora, in omaggio al quale pubblicherà Cal y Canto. Nel 1928 compone, in seguito a una profonda crisi personale, Degli angeli (Sobre los ángeles), seguito da Sermones y moradas e El hombre deshabitado. Una nuova fase inizia con l'avvento della Repubblica. Nel 1931 entra nel Partido Comunista de España (PCE); con la sua compagna María Teresa León fonda la rivista rivoluzionaria Octubre, partecipa alla guerra civile contro i ribelli falangisti (filo-fascisti) guidati da Francisco Franco.

### Esilio

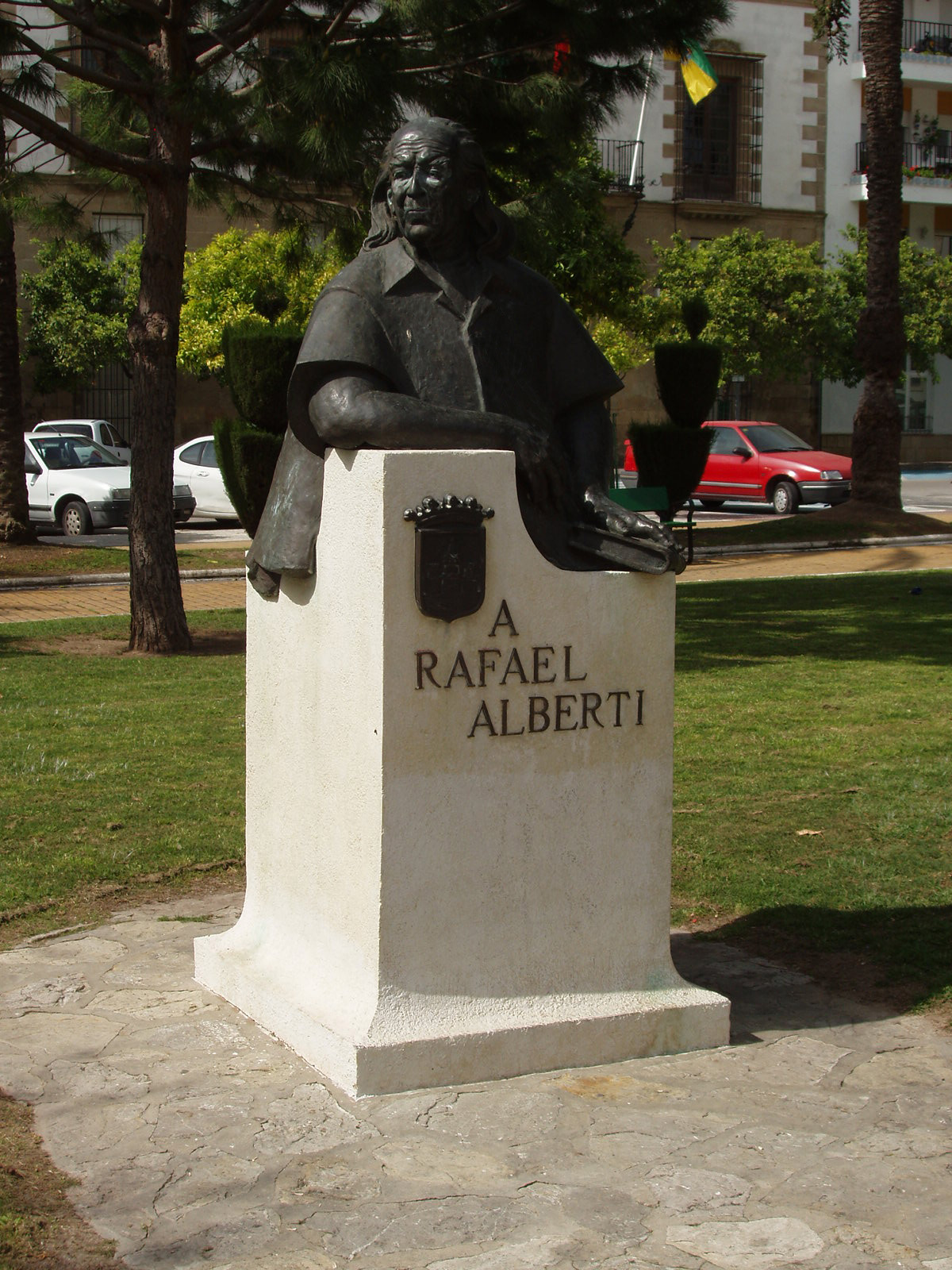
Monumento a Rafael Alberti

Nel 1939, a seguito della sconfitta repubblicana durante la guerra civile, Alberti si rifugerà in Francia, poi in Argentina, dove per all'incirca una ventina d'anni risiederanno a Buenos Aires (luogo di nascita oltretutto della loro figlia Aitana), e infine in Italia, dove vive alternando periodi di permanenza nel piccolo borgo di Anticoli Corrado, in provincia di Roma, e soggiorni nella capitale, presso il quartiere di Trastevere (1963). Durante il suo lungo soggiorno tra Roma e provincia, trascorso con la sua compagna María Teresa, il poeta frequentò assiduamente intellettuali progressisti, che lo accolsero, oltre che per il suo indubbio valore poetico, anche per la sua qualità di democratico in esilio da un regime di dittatura.
Nel periodo tra il 1963 e il 1976 ebbe un lungo sodalizio culturale con la poetessa italiana, ispanista, Elena Clementelli, e si legò a un gruppo di critici letterari romani, tra cui Walter Mauro, Ignazio Delogu e Luigi Silori. Non rari furono i suoi incontri con il gruppo musicale cileno Inti-Illimani, che musicò anche alcuni testi di Alberti, accomunati al poeta dalla condizione di esiliati e che sono stati per anni ospitati dal comune di Genzano di Roma. Nel 1967 fu chiamato a far parte della giuria del premio letterario Lerici - Pea, insieme a Libero Bigiaretti, Ferdinando Giannessi, Walter Mauro e Luigi Silori. Nel 1972 riceve il Premio simpatia, l'oscar capitolino per la solidarietà.

### Ritorno in patria
Rientrerà in Spagna soltanto dopo la morte di Francisco Franco, nel 1977, dove otterrà il Premio Miguel de Cervantes. Dopo la morte della compagna di tutta una vita María Teresa León, deceduta per complicazioni legate alla malattia di Alzheimer il 13 gennaio 1988, il poeta si lega a María Asunción Mateo, di 44 anni più giovane di lui, e nel 1990 la sposa in seconde nozze. La donna gli starà accanto fino alla sua scomparsa, sopravvenuta nel 1999.

## Opere
- Marinero en tierra (1925 ; Premio Nacional de Poesia)
- Cal y canto (1929 ; ed. it. : "Cal y canto: poesie degli anni venti" ,  trad. di Marcella Eusebi Ciceri, Roma, Lerici, 1969)
- Degli angeli (Sobre los ángeles, 1929); ed. it. a cura di Vittorio Bodini, Torino, Einaudi, 1980.
- El hombre deshabitado, auto sacramental (1931; ed. it. : "L'uomo disabitato; Notte di guerra al Museo del Prado" , a cura di Dario Puccini,  Torino, Einaudi, 1974)
- Verte y no verte . A Ignacio Sanchez Mejias (1935)
- Entre el clavel y la espada (1941 ; ed. it. : Poesie: tra il garofano e la spada,  a cura d'Ignazio Delogu, Roma, Newton Compton, 1977)
- Retornos de lo vivo lejano (1952 ; ed it. : Ritorni del vivo lontano, a cura di Sebastiano Grasso , Milano, Guanda, 1976)
- Noche de guerra en el Museo del Prado (1956)
- Poemas escenicos (1962)
- Roma, pericolo per i viandanti (1964, Milano, Mondadori)
- Canciones del Alto Valle del Aniene (1972)
- Disprezzo e meraviglia (1972, Roma, Editori Riuniti)
- Il quartiere dei profeti : saggi e racconti 1929-1960 (1974 , Bari, De Donato)
- Casi Malagueñas de la Menina II (JPG), 1976. Poesia dedicata alla scultura Opus 117 LA MENINA II di Miguel Berrocal
- L'albereto perduto: primo e secondo libro (2010 , a cura di Dario Puccini, Roma, Editori Riuniti university press)
- L'albereto perduto: terzo e quarto libro (2012, a cura di Loretta Frattale , Roma, Editori Riuniti unuversity press)